# Радмила Караклаїч
Радми́ла Каракла́їч (серб. Радмила Караклајић / Radmila Karaklajić; нар. 8 жовтня 1939 року, Белград, Королівство Югославія) — югославська співачка. Народна артистка СФРЮ.

## Дискографія
- Поёт Радмила Караклаич (1969)
- Радмила Караклаич (1973)
- Radmila Karaklajić i ansambl «Duga» (1978)
- Ciganske pesme (1981)
- Lude 60-te i nemirne 80-te (1984)
- Буду! (1987)
- Mi smo bili samo ljubav (1988)